# جامعة سوسة
جامعة سوسة هي جامعة تونسية تضم المؤسسات العليا الموجودة بولاية سوسة.

## تاريخها
قبل بعث جامعة سوسة كانت المؤسسات العليا بولايات سوسة والمنستير والمهدية تابعة إلى جامعة الوسط التي بعثت عام 1999. أما جامعة سوسة فقد بعثت طبقا للأمر عدد 2115-2004 المؤرخ في 2 سبتمبر 2004، بالتزامن مع جامعتي قفصة والقيروان والمنستير.

## لمحة
- تغطي جامعة سوسة اختصاصات شتى من الحقوق والآداب والعلوم الإنسانية والاقتصادية والتصرف إلى التكنولوجيا والعلوم الطبية وشبه الطبية والفلاحة...
- وتضم خلال السنة الجامعية 2007 - 2008 ما مجموعه: 32921 طالبا و2021 مدرسا.
- البحث العلمي: تضم جامعة سوسة 22 وحدة بحث و06 وحدات مصالح مشتركة للبحث و04 مدارس دكتوراه.[8]

## مؤسساتها
تضم جامعة سوسة 4 كليات و10 معاهد و3 مدارس أي ما مجموعه 16 مؤسسة عليا:
- كلية الحقوق والعلوم السياسية بسوسة
- كلية العلوم الاقتصادية والتصرف بسوسة

(كانت الكليتين مندمجتان تحت مسمى كلية الحقوق والعلوم الاقتصادية والسياسية بسوسة)
- كلية الطب بسوسة
- كلية الآداب والعلوم الإنسانية بسوسة
- معهد الدراسات العليا التجارية بسوسة
- المعهد العالي للمالية والجباية بسوسة
- المعهد العالي للفنون الجميلة بسوسة
- المعهد العالي للتصرف بسوسة
- المعهد العالي للإعلامية وتقنيات الاتصال بحمام سوسة
- المعهد العالي للموسيقى بسوسة
- المعهد العالي للعلوم التطبيقية والتكنولوجيا بسوسة
- المعهد العالي للنقل وخدمات الاتصال بسوسة
- المدرسة الوطنية للمهندسين بسوسة
- المدرسة العليا للعلوم والتكنولوجيا بحمام سوسة

كما تشترك في الإشراف على 3 مؤسسات هي:
- المعهد العالي للعلوم الفلاحية بشط مريم، مع وزارة الفلاحة
- المدرسة العليا لعلوم وتقنيات الصحة بسوسة، مع وزارة الصحة العمومية
- المعهد العالي لعلوم التمريض بسوسة، مع وزارة الصحة العمومية.

## أبرز الخريجين
- سمير ديلو: وزير حقوق الإنسان والعدالة الانتقالية والناطق باسم الحكومة في حكومة حمادي الجبالي، والناطق الرسمي في حكومة علي العريض
- سليم عمامو، ناشط في حرية الإنترنت ومؤسس حزب القراصنة وكاتب دولة للشباب والرياضة في حكومتي محمد الغنوشي والباجي قائد السبسي.
- سليم بن حميدان، وزير أملاك الدولة والشؤون العقارية في حكومتي محمد الجبالي وعلي العريض
- عدنان منصر، رئيس مكتب رئيس الجمهورية التونسية المنصف المرزوقي والناطق الرسمي باسمه وعميد كلية الآداب والعلوم الإنسانية بسوسة سابقا

## وصلة خارجية
موقع جامعة سوسة